# Kristina Novotná
Kristina Novotná (* 12. února 1952 Praha) je česká scénografka, kostýmní a scénická návrhářka a spisovatelka. Je dcerou herečky Ireny Kačírkové.

## Biografie
Narodila v Praze do umělecké rodiny. Její matka Irena Kačírková (1925–1985) byla úspěšná filmová herečka, otec Josef Alois Novotný (1918–2005) byl scenárista a dramaturg na Barrandově. Spolupracoval s režisérem Jiřím Krejčíkem a po roce 1948 se stal scenáristou na volné noze. Později se věnoval animovanému a loutkovému filmu. Rodiče se po třech letech manželství rozvedli a malá Kristina vyrůstala s maminkou, dědečkem Josefem a babičkou Julinkou v Praze ve stejném domě jako František Hrubín. Kristina projevovala umělecké sklony, hrály s maminkou na klavír a zpívaly, výtvarné nadání ji nasměrovalo ke studiu SOŠV na Hollarově náměstí a DAMU (obor scénografie).
Na své dětství v nelehké době vzpomíná takto: „Doma pořád vládla nervozita a napětí. Asi i proto, že máma uměla jazyky a přátelili se s ní zahraniční umělci, začala za mámou jezdit StB. Chtěli, aby podepsala spolupráci. Někdy si mámu odvezli pryč i na tři dny. Nasazovali na ni inteligentní a v podstatě sympatické lidi s propracovanou argumentací. Sliby, které jí dávali, byly velice lákavé včetně toho, že jí zajistí možnost natáčet v Hollywoodu. Když byla neoblomná, nastalo vyhrožování: zakáží práci ve filmu, v rozhlasu, v televizi, všude. Jenom v továrně ne. Nakonec přišla výhrůžka nejhorší: „Odebereme vám dceru. S ohledem na nevhodnou reakcionářskou výchovu jí bude lépe v dětském domově.“ Naštěstí potom mámě pomohl kdosi vlivný, slušný a rozumný a vyhrožování ustalo. Irena Kačírková se ale dostala na „černou listinu“. Najednou o ni nejevil zájem ani rozhlas, ani televize, o filmu nemluvě. Začaly nám chybět peníze, protože maminka neživila jenom mne, ale také babičku a dědečka, kteří jako bývalí živnostníci neměli nárok na důchod.“

## Jevištní a pedagogická činnost
Kristina Novotná vytvořila pro mnoho českých a moravských divadelních scén v letech 1975–2015 celkem 202 inscenací. V zahraničí spolupracovala s divadelní skupinou z Orleánsu. Zabývala se scénickou výpravou, hudbou, pohybovou průpravou a návrhy filmových i divadelních kostýmů. Žánrově se věnovala klasické i moderní činohře, opeře a operetě, muzikálům, baletu a pohádkám.
V letech 1976–1981 inscenovala svá první představení v Divadelním studiu JAMU (Fraška o kádi, Hlas lesa) a DAMU (Nová utrpení mladého W., Večer z díla E. F. Buriana) a v Divadle Lucerna (Bílé noci, Charaktery, Rodina Tótů, Byl A. J), Divadle Na Zábradlí (Trapné návštěvy) a v Městských divadlech pražských (Dům u dvou vražd, Mandarinkový pokoj). V první polovině 80. let intenzivně spolupracovala s regionálními scénami: Divadlo pracujících Most, Divadlo Petra Bezruče v Ostravě, z pražských scén inscenovala Zlatý kočár v Realistickém divadle Zdeňka Nejedlého. V letech 1987–2015 působila v regionálních divadlech v západních Čechách (Západočeské divadlo Cheb, Divadlo Josefa Kajetána Tyla Plzeň) a na Moravě (Severomoravské divadlo Šumperk, Horácké divadlo Jihlava, Slezské divadlo Opava aj.) V letech 1991–2014 významně hostovala na jihočeských divadelních scénách (celkem 37 inscenací), což souviselo s jejím pedagogickým působením na SUPŠ sv. Anežky České v Českém Krumlově.

### Scénické a kostýmní návrhy v Jihočeském divadle České Budějovice
- Ferdinand Hérold, Marná opatrnost, Jihočeské divadlo České Budějovice, balet, 22. 2. 1991 premiéra.
- Luigi Pirandello, Sicilská komedie, Jihočeské divadlo České Budějovice, činohra, 6. 11. 1992 premiéra.
- Guiseppe Verdi, Mackbeth, Jihočeské divadlo České Budějovice, opera, 12. 2. 1993 premiéra.
- Jan Drda, Hrátky s čertem, Jihočeské divadlo České Budějovice, činohra, 2. 4. 1993 premiéra.
- Paul Claudel, Zvěstování Panně Marii, Jihočeské divadlo České Budějovice, činohra, 26. 11. 1993 premiéra.
- Leoš Janáček, Její pastorkyňa, Jihočeské divadlo České Budějovice, opera, 17. 12. 1993 premiéra.
- Petr, Iljič, Čajkovskij, Romeo a Julie, Hamlet, Jihočeské divadlo České Budějovice, balet, 15. 4. 1994 premiéra.
- Václa Trojan, Petr Iljič Čajkovskij, Shakespearovské siluety, Jihočeské divadlo České Budějovice, balet,15. 4. 1994 premiéra.
- Alois Jirásek, Lucerna, Jihočeské divadlo České Budějovice, činohra, 20. 5. 1994 I. premiéra.
- Jiří Brdečka, Jan Rychlík, Limonádový Joe, Jihočeské divadlo České Budějovice, muzikál, 4. 11. 1994 premiéra.
- Jan Drda, Dalskabáty hříšná ves, Jihočeské divadlo České Budějovice, činohra, 24. 2. 1995 premiéra.
- Zdeněk Petr, Jaroslav Dietl, Filosofská historie, Jihočeské divadlo České Budějovice, muzikál, 10. 11. 1995 premiéra.
- Alejandro Casona, Bárka bez rybáře, Jihočeské divadlo České Budějovice, činohra, 24. 11. 1995 česká premiéra.
- Michael Frayn, Bez roucha aneb...ještě jednou zezadu, Jihočeské divadlo České Budějovice, činohra, 27. 1. 1996 premiéra.
- Karel Čapek, Věc Makropulos, Jihočeské divadlo České Budějovice, činohra, 30. 3. 1996 premiéra.
- Coline Serreau, Králík Králíček, Jihočeské divadlo České Budějovice, činohra, 27. 9. 1996 premiéra.
- Romain Weingarten, Léto, Jihočeské divadlo České Budějovice, Malé divadlo České Budějovice. činohra, 30. 11. 1996 premiéra.
- Woody Allen, Sex noci svatojánské, Jihočeské divadlo České Budějovice, činohra, 29. 11. 1996 premiéra.
- Vladislav Vančura/František Zborník, Markéta Lazarová, Jihočeské divadlo České Budějovice, činohra, 31. 1. 1997 premiéra.
- Kingsley Amis, Robert Conquest/Jiří Šesták, Egyptologové, Jihočeské divadlo České Budějovice, činohra, 16. 5. 1997 první provedení.
- Ronald Harwood, Garderobiér, Jihočeské divadlo České Budějovice, činohra, 6. 2. 1998 premiéra.
- Jiří Chmelař, Popelka, Jihočeské divadlo České Budějovice, činohra, 26. 9. 1998 premiéra.
- Ladislav Stroupežnický, Naši furianti, Jihočeské divadlo České Budějovice, činohra, 14. 5. 1999 I. premiéra.
- William Shakespere, Veselé paničky windsorské, Otáčivé hlediště Český Krumlov, činohra, 7. 8. 1999 premiéra.[10]
- Alan Ayckbourn, Aby bylo jasno, Jihočeské divadlo České Budějovice, činohra, 5. 11. 1999 premiéra.
- Albert R. Gurney jr., Sylvie, Jihočeské divadlo České Budějovice, činohra, 22. 12. 2000 premiéra.
- Edward Albee, Křehká rovnováha, Jihočeské divadlo České Budějovice, činohra,1. 3. 2002 premiéra.
- Petr Zelenka, Příběhy obyčejného šílenství, Jihočeské divadlo České Budějovice, činohra, 1. 11. 2002 premiéra.
- Marc Camoletti, Na správné adrese, Jihočeské divadlo České Budějovice, činohra, 18. 4. 2003 premiéra
- Eugène Ionesco, Plešatá zpěvačka, Jihočeské divadlo České Budějovice, činohra, 31. 10. 2003 premiéra.
- Fridrich von Flotow, Marta aneb Trh v Richmondu, Jihočeské divadlo České Budějovice, opera, 9. 12. 2005 I. premiéra.
- Gioaccino Rossini, Lazebník sevilský, Jihočeské divadlo České Budějovice, opera, 6. 10. 2006 I. premiéra.
- Bedřich Smetana, Tajemství, Jihočeské divadlo České Budějovice, opera, 16. 3. 2007 I. premiéra.
- Joseph Haydn, Lest a láska, Jihočeské divadlo České Budějovice, opera, 10. 10. 2008 premiéra.
- William Shakespere, Mnoho povyku pro nic, Jihočeské divadlo České Budějovice, činohra, 31. 10. 2008 premiéra.
- Carlo Goldoni, Sluha dvou pánů, Otáčivé hlediště Český Krumlov, činohra, 18. 6. 2010 obnovená premiéra, 22. 7. 2012 obnovená premiéra.
- Peter Quilter, Je úchvatná, Jihočeské divadlo České Budějovice, činohra, 15. 3. 2014 premiéra.[11]

## Dílo
Kristina Novotná je autorkou dvou literárních děl, vzpomínkové autobiograficky laděné prózy, v němž vzpomíná na své dětství mezi umělci v nelehké době, a souboru čtrnácti povídek, které stírají hranici mezi realitou a fantazií a které spojuje motiv touhy a snů. Postavy buď samy volí směr, jakým se vydat, nebo zasáhne osud, z čehož plyne často neurčité rozuzlení příběhu.
- Kristina Novotná, Setkávání s Irenou Kačírkovou, jejími přáteli, nepřáteli a jinými zvířaty. 2015, 152 s.
- Kristina Novotná. Bleděmodrý králíček. Machart, 2024, 160 s.